# Hydrodynastes bicinctus
Espèce
Synonymes
- Coluber bicinctus Herrmann, 1804
- Elaps schrankii Wagler, 1824

Hydrodynastes bicinctus  est une espèce de serpents de la famille des Dipsadidae.

## Répartition
Cette espèce se rencontre :
- en Colombie ;
- au Venezuela ;
- au Guyana ;
- au Suriname ;
- en Guyane ;
- au Brésil dans l'État d'Amazonas.

## Biologie
Hydrodynastes bicinctus est un serpent aquatique. 

## Publications originales
- Hermann, 1804 : Observationes zoologicae quibus novae complures, vol. 20, p. 1-332 (texte intégral).
- Hoge, 1966 : Notes on Hydrodynastes (Serpentes - Colubridae). Ciência e Cultura, São Paulo, vol. 18, p. 143.